# Marianne Grunberg-Manago
Marianne Grunberg-Manago (San Petersburgo, 6 de enero de 1921-París, 3 de enero de 2013) fue una bioquímica francesa de origen ruso. Descubrió la ARN -polimerasa junto a Severo Ochoa.

## Biografía
Nació en Petrogrado (actual San Petersburgo), en la Unión Soviética (hoy Rusia), aunque su familia emigró a Francia cuando Marianne tenía menos de un año. Fue educada dentro de las técnicas pedagógicas de Johann Pestalozzi y vivió dentro de un entorno artístico, pues sus padres se dedicaban al arte.
Estudió en el Instituto Biología Físico-Química de la Fundación Rotschild de París, el doctorado lo completó en 1947 en el laboratorio de Biología Marina de Roscoff, y se trasladó en 1953 a Nueva York, como alumna posdoctoral bajo la dirección del español Severo Ochoa. En 1955, Grjunberg aisló junto a Ochoa, una enzima del colibacilo que catalizaba síntesis del ARN, el intermediario entre el ADN y las proteínas. La enzima fue bautizada como polinucleótido fosforilasa, conocido luego como ARN-polimerasa.
En 1959, Grunberg y Ochoa obtuvieron ARN-polimerasa in vitro, dando inicio a la carrera para descifrar el código genético. Ese mismo año, Severo Ochoa obtuvo el Premio Nobel de Fisiología o Medicina junto a Arthur Kornberg, ignorando la labor importantísima de Marianne.
Marianne Grunbert-Manago fue la primera mujer en presidir la Unión Internacional de Bioquímica y Biología Molecular, y durante el bienio 1995-1996 fue la primera presidenta de la Academia de Ciencias de Francia.
Fue la primera mujer en ser profesora en la Universidad de Harvard.
Fue profesora emérita del Centre National de la Recherche Scientifique CNRS y desde 1982 fue miembro de la Academia Nacional de Ciencias de Estados Unidos.
En 2008 se le concedió el grado de grand officier de la Legión de Honor.